# Aleksi Ojala
Aleksi Mikael Ojala (* 9. Dezember 1992 in Urjala) ist ein finnischer Geher.

## Sportliche Laufbahn
Aleksi Ojala sammelte im Jahr 2009 erste internationale Wettkampferfahrung im Gehen. 2010 belegte er den sechsten Platz bei den Finnischen Hallenmeisterschaften. Im Sommer gewann er die Silbermedaille bei den Finnischen U20-Meisterschaften und belegte zudem den vierten Platz bei den Finnischen Meisterschaften über 20 km. 2011 war er für die U20-Europameisterschaften in Tallinn über 10.000 Meter qualifiziert, bei denen er den 16. Platz belegte. Später im September gewann er die Goldmedaille bei den Finnischen U20-Meisterschaften. 2012 gewann er die Bronzemedaille bei den Finnischen Hallenmeisterschaften. Im September verbesserte er sich über 20 km auf eine Zeit von 1:28:31 h. 2013 siegte er zum zweiten Mal bei den Finnischen U20-Meisterschaften. Im Juli trat er in der Heimat bei den U23-Europameisterschaften an, wurde im Wettkampf über 20 km allerdings disqualifiziert. Nachdem Ojala 2014 bereits Finnischer Vizemeister wurde, gewann er ein Jahr darauf seinen ersten nationalen Meistertitel. Weitere Goldmedaillen bei Finnischen Meisterschaften konnte er in den Jahren 2016, 2017, 2020 und 2021 gewinnen.
2015 trat Ojala in der Slowakei zum ersten Mal über 50 km in einem internationalen Wettkampf an und qualifizierte sich mit einer Zeit von 3:57:14 h für die Weltmeisterschaften in Peking. Bei seinem WM-Debüt konnte er den Wettkampf im August schließlich nicht beenden. 2016 steigerte er sich in Dudince, an gleicher Stelle wie ein Jahr zuvor, und verbesserte sich über 50 km auf 3:46:25 h, die seitdem als seine persönliche Bestzeit zu Buche stehen. Damit war er für die Olympischen Sommerspiele in Rio de Janeiro qualifiziert, bei denen er im Laufe des Wettkampfes disqualifiziert wurde. Besser lief es für ihn 2017, als er in London zum zweiten Mal bei den Weltmeisterschaften antrat. Er erreichte auf dem 13. Platz das Ziel. 2018 nahm Ojala in Berlin zum ersten Mal an Europameisterschaften teil, konnte den 50-km-Wettkampf allerdings nicht beenden. Anschließend verpasste er es sich für die Weltmeisterschaften 2019 in Doha zu qualifizieren. 2021 schaffte Ojala bei seinem ersten Wettkampf seit Herbst 2019 mit dem zweiten Platz im Rahmen der Geher-Team-Europameisterschaften in einer Zeit von 3:48:25 h die Qualifikation für die Olympischen Sommerspiele in Tokio. Dort ging er Anfang August an den Start und belegte den 38. Platz im 50-km-Wettkampf.
2022 trat Ojala zum dritten Mal bei den Weltmeisterschaften an, wobei er erstmals auch über die für ihn kürzere 20-km-Distanz an den Start ging. Nach 1:23:40 h landete er auf dem 20. Platz. Anschließend trat er über die neu ausgetragene 35-km-Distanz an, wobei er mit neuer Bestzeit den 13. Platz belegte. Einen Monat nach den Weltmeisterschaften trat er über 35 km in München bei den Europameisterschaften an. Dort belegte er den zwölften Platz. 2023 kam er im Wettkampf über 35 km bei den Weltmeisterschaften in Budapest auf den 25. Platz.

## Wichtige Wettbewerbe
| Jahr                 | Veranstaltung             | Ort                  | Platz                | Disziplin            | Zeit                 |
| Startet für Finnland | Startet für Finnland      | Startet für Finnland | Startet für Finnland | Startet für Finnland | Startet für Finnland |
| -------------------- | ------------------------- | -------------------- | -------------------- | -------------------- | -------------------- |
| 2011                 | U20-Europameisterschaften | Tallinn              | 16.                  | 10.000 m Bahngehen   | 45:22,62 min         |
| 2013                 | U23-Europameisterschaften | Tampere              |                      | 20 km Gehen          | DSQ                  |
| 2015                 | Weltmeisterschaften       | Peking               |                      | 50 km Gehen          | DNF                  |
| 2016                 | Olympischen Sommerspiele  | Rio de Janeiro       |                      | 50 km Gehen          | DSQ                  |
| 2017                 | Weltmeisterschaften       | London               | 13.                  | 50 km Gehen          | 3:47:20 h            |
| 2018                 | Europameisterschaften     | Berlin               |                      | 50 km Gehen          | DNF                  |
| 2021                 | Olympische Sommerspiele   | Tokio                | 38.                  | 50 km Gehen          | 4:14:02 h            |
| 2022                 | Weltmeisterschaften       | Eugene               | 20.                  | 20 km Gehen          | 1:23:40 h            |
| 2022                 | Weltmeisterschaften       | Eugene               | 13.                  | 35 km Gehen          | 2:28:22 h            |
| 2022                 | Europameisterschaften     | München              | 12.                  | 35 km Gehen          | 2:39:06 h            |
| 2023                 | Weltmeisterschaften       | Budapest             | 25.                  | 35 km Gehen          | 2:38:34 h            |

## Persönliche Bestleistungen
Freiluft
- 5-km-Gehen: 19:38,37 min, 5. August 2020, Espoo
- 10.000-m-Bahngehen: 39:53,09 min, 3. September 2023, Stockholm
- 20-km-Gehen: 1:22:41 h, 2. April 2022, Poděbrady
- 35-km-Gehen: 2:28:22 h, 24. Juli 2022, Eugene, (finnischer Rekord)
- 50-km-Gehen: 3:46:25 h, 19. März 2016, Dudince

Halle
- 5000-m-Gehen: 20:54,67 min, 7. Februar 2015, Turku